# Наш честный хлеб
«Наш честный хлеб» — советский чёрно-белый художественный фильм, драма из колхозной жизни, снятая на Одесской киностудии в 1964 году. Фильм стал полнометражным дебютом молодых режиссёров (тогда супругов) Александра Муратова и Киры Муратовой, ранее совместно снявших два короткометражных студенческих фильма во ВГИКе.
В числе ещё семи фильмов Киры Муратовой входит в список 100 лучших фильмов в истории украинского кино.

## История создания
Фильм почти целиком снимался на натуре, в селе Пасат Одесской области.
Александр Муратов вспоминал, что «съёмки этого фильма происходили как сплошная авантюра». В 1961 году, после окончания ВГИКа, супругов Муратовых привлёк призыв директора Одесской киностудии Вилена Фёдорова, который хотел укомплектовать молодёжью творческий состав студии и посулил молодым режиссёрам квартиру. Муратовы переехали в Одессу, однако, ознакомившись со сценарием Ивана Бондина, который назывался «Все мы твои сыновья» (или «Все вы мои сыновья»), пришли к выводу, что «это так же невозможно снять, как „Капитал“ Маркса», и переработали его. К их удивлению, сценарий был утверждён в Москве директором киностудии непосредственно у министра культуры Екатерины Фурцевой. Однако первый вариант фильма вызвал переполох в Госкино УССР, а заведующий отделом науки и культуры ЦК КПУ Юрий Кондуфор призывал полностью запретить выпуск фильма. Тем не менее, завершение съёмок было разрешено при условии учёта шестидесяти серьёзных поправок. В результате фильм снимался и переделывался почти три года, пока наконец не был утверждён после одобрения первого секретаря ЦК КПУ Петра Шелеста. По мнению Владимира Куницына, свою роль в защите фильма сыграл и Георгий Куницын, курировавший кинематограф в аппарате ЦК КПСС.
Муратов отмечал также, что несмотря на то, что фильм был завершён, он остался почти неизвестен широкому зрителю. Кроме того, в 1964 году однокурсник Муратовых Алексей Салтыков поставил на сходную тему фильм «Председатель» с Михаилом Ульяновым в главной роли «и практически пожал все предназначавшиеся нам лавры».

## Сюжет
Действие происходит в сельской глубинке на Украине. Начало 1960-х годов. Пожилой председатель колхоза, член райкома Макар Иванович Задорожный занимает эту должность уже тридцать пять лет. Он пользуется уважением и любовью сельчан, которые зовут его «батей». Начальству принципиальность Макара не всегда по душе — он говорит правду и делает то, что лучше для села, не стремясь приукрасить ситуацию для отчёта, идущего «наверх». Однако годы берут своё. Узнав, что скоро из города, где он учился в сельхозинституте, приезжает сын Макара Сашка, правление колхоза предлагает Макару отойти от дел и поехать лечить ревматизм в санаторий. Они предлагают Сашке стать председателем.
Молодой и красивый Сашка нравится сельчанам. Его приезд омрачает только встреча с дояркой Катей — несколько лет назад у них был роман, но потом Сашка уехал, а Катя сделала аборт. Теперь она не хочет видеть бывшего возлюбленного. Тем не менее, вскоре Сашке снова удаётся завоевать расположение Кати, и он даже объявляет об их грядущей свадьбе. Тем временем секретарь райкома Иван Иванович делает Сашке предложение, от которого тот не может отказаться: вывести колхоз в передовики по области, если Сашка увеличит надои молока. Для этого райком выделит дополнительные концентраты (которые обычно берегут для зимы, когда кормов мало), но колхозу придётся также закупить партию автоматических доилок. Ранее колхозный механизатор Степан уже выяснил, что доилки бракованные, и Макар Иванович отказался закупать их. Сашка же соглашается и, получив концентрат, действительно выходит вперёд по надоям. Со Степаном, которому к тому же тоже нравится Катя, он ссорится и направляет его дояром в помощь дояркам.
Макар Иваныч, который находится в санатории в Евпатории, узнаёт о происходящем из заметки в газете и тут же едет назад в колхоз. Он очень зол и огорчён поведением сына. Сашка тем временем, приехав в райком за очередной партией концентрата, узнаёт, что Иван Иванович был снят по партийной линии, и теперь в райкоме новый председатель, который отказывается выдавать ценный концентрат летом. Сашка понимает, что его афера не удалась. Дома его ждёт тяжёлое объяснение с отцом, который предлагает Сашке вернуть в колхозную кассу деньги в счёт потраченных им концентратов. Сашка и Катя играют свадьбу. Несмотря на то, что Макара Ивановича уговаривают вернуться в колхоз председателем, он отказывается, и ночью после свадьбы с женой уходит в соседний колхоз, который бедствует ещё больше и прогоняет своего бывшего председателя Петро, давно утратившего уважение. Сашке же предстоит вернуть доверие односельчан.

## В ролях
| Актёр                | Роль                                            |
| -------------------- | ----------------------------------------------- |
| Дмитрий Милютенко    | Макар Иванович Задорожный                       |
| Олег Фандера         | Александр Макарович Задорожный                  |
| Марчелла Чеботаренко | Катя доярка                                     |
| Любовь Калюжная      | Марья жена Макара                               |
| Виктор Мирошниченко  | Степан механизатор                              |
| Геннадий Юхтин       | Фёдор тракторист, член правления                |
| Пётр Любешкин        | Иван Иванович Рачук секретарь райкома партии    |
| Эдуард Бочаров       | Семён Трофимович новый секретарь райкома партии |
| Людмила Карауш       | Люська доярка, подруга Кати                     |
| Вера Титова          | Дарья колхозница, член правления                |
| Юрий Тавров          | Миша член правления, друг Степана               |
| Кирилл Маринченко    | Петро Чишко председатель соседнего колхоза      |
| Галина Бутовская     | Надежда Павловна доярка                         |
| Виктор Шульгин       | фотограф                                        |
| Нина Грекова         | тётка Гапа                                      |
| Людмила Алфимова     | эпизод                                          |

## Отзывы
В 1965 году, отвечая на вопрос о том, что побудило молодых режиссёров взяться за постановку картины, «сулившей, пожалуй, не столько лавры, сколько тернии», Кира Муратова отметила, что особую прелесть сценарию придавала «сырость» материала, поскольку в нём «жизнь предстала не в привычных, отшлифованных формах, во многом обнажённой». Александр Муратов говорил о том, что они «увидели поэзию в суровой будничной борьбе старого председателя за хлеб, за людей, в его борьбе с собственными недугами и с сыном, который соблазнился лёгким успехом». Он также подчеркнул, что в области актёрской игры они являются «категорическими противниками так называемого „правдоподобия“, с которым сталкиваешься даже в очень хороших фильмах», поскольку «в действительности люди ведут себя гораздо ярче и не так последовательно, как в большинстве фильмов», и «сглаживать эти шероховатости — значит убивать в них жизнь».